# Албініца
Албініца (рум. Albinița) — село в Аненій-Нойському районі Молдови. Адміністративно підпорядковане місту Аненій-Ной.

## Населення
За даними перепису населення 2004 року у селі проживали 370 осіб.
Національний склад населення села:
| Національність       | Кількість осіб | Відсоток |
| -------------------- | -------------- | -------- |
| молдавани            | 198            | 53,5%    |
| українці             | 84             | 22,7%    |
| росіяни              | 73             | 19,7%    |
| болгари              | 8              | 2,2%     |
| інша / без відповіді | 7              | 1,9%     |
| Всього               | 370            | 100%     |